# Otto Buchinger
Otto Hermann Ferdinand Buchinger, Pseudonym: O. Wanderer, (* 16. Februar 1878 in Darmstadt; † 16. April 1966 in Überlingen) war ein deutscher Arzt, der das Heilfasten begründete.

## Leben
Der Sohn des Regierungsrates Johann Buchinger (* 1845; † 1896; verheiratet mit Amalie, geb. Busch (* 1848; † 1918)) studierte er zunächst Rechtswissenschaft, wechselte dann aber wegen der später stattfindenden Vorlesungen zu Medizin an der Hessischen Ludwigs-Universität in Gießen. 1897 wurde er im Corps Starkenburgia aktiv. Nach der Approbation 1901 und seiner Dissertation 1902 ging er als Militärarzt zur Kaiserlichen Marine. Er war 1907/1908 Marineassistenzarzt auf der SMS Panther. Als Marine-Generaloberarzt schied er 1918 aus dem aktiven Militärdienst aus. Nach dem Ersten Weltkrieg war Buchinger Dozent für Tropenhygiene an der Kolonialschule Witzenhausen.
1926 trat er der Religiösen Gesellschaft der Freunde (Quäker) bei. 1927 und 1928 besuchte er jeweils für einige Wochen das Quäker-College Woodbrooke in Birmingham (England), eine erwachsenenpädagogische Einrichtung. In der zweiten Hälfte der 1930er Jahre war er sowohl im Benennungsausschuss als auch im Literaturausschuss der Deutschen Jahresversammlung tätig. In seiner Klinik hielt er oft Vorträge über das Quäkertum. 1957 trat Buchinger zur katholischen Kirche über und 1959 offiziell aus der Deutschen Jahresversammlung aus. Kritik übte er unter anderem daran, dass die Bezeichnung „Freunde“ nicht in guter Absicht, sondern lediglich aus Gewohnheit verwendet würde.
1917 erkrankte Buchinger an einer Mandelentzündung, die nicht vollständig ausheilte und daher in der Folge zu schwerem Rheuma in den Gelenken führte, vermutlich eine rheumatische Arthritis. Eine Heilmethode hierfür war vor der Entdeckung der Antibiotika nicht bekannt. 1919 unterzog sich der Arzt versuchsweise einer fast dreiwöchigen erfolgreichen Fastenkur bei einem Kollegen, Gustav Riedlin in Freiburg im Breisgau, der von amerikanischen Fastenärzten beeinflusst wurde und Fasten als die stärkste Therapie in der Naturheilkunde betrachtete. Buchinger schrieb über diese Erfahrung „Nach 19 Tagen war ich dünn, aber ich konnte wieder alle Gelenke wie ein junger Mann bewegen.“
Nach dem Heilerfolg widmete sich Buchinger vor allem der alternativen Naturheilkunde und studierte die vorhandene Literatur zum Thema Fasten. Den Dienst bei der Marine hatte er 1918 quittiert. Im Juli 1920 gründete er in Witzenhausen eine eigene Heilfastenklinik, das Kurheim Dr. Otto Buchinger, das 1935 nach Bad Pyrmont umzog. 1935 veröffentlichte er sein wichtigstes Werk mit dem Titel Das Heilfasten und seine Hilfsmethoden, das seitdem immer wieder neu aufgelegt wird.
1953 gründete er gemeinsam mit seiner Tochter Maria Buchinger und ihrem Ehemann Helmut Wilhelmi eine weitere Privatklinik am Bodensee in Überlingen.
Buchinger begründete die Wirksamkeit des Heilfastens damit, dass der Organismus gereinigt und die Selbstheilungskräfte aktiviert werden. Er benutzte dafür den Begriff „Entschlackung“ (als eine zusammenfassende Metapher für die vielfältigen gesundheitsförderlichen Vorgänge im fastenden Organismus) und stieß damit auf die Kritik anderer Mediziner, die die Ansicht vertraten, der Körper „entschlacke“ sich regelmäßig von selbst – eine Auffassung, die in der Medizin unverändert gültig ist.
Buchinger zählte auch zu den Anhängern der Lebensreform, wobei er den Schwerpunkt seiner Therapie in Ernährung und Bewegung sah. Alkohol- und Tabakkonsum lehnte er generell als schädlich ab. Er hielt aber auch eine „innere Hygiene“ für wichtig sowie die Bildung des Geistes. Als „geistige Nahrung“ empfahl er seinen Patienten zum Beispiel biblische Psalmen oder die Werke Goethes und Rilkes. Seine Einrichtungen, erst in Witzenhausen, dann in Bad Pyrmont, wurden zu einem der wichtigsten Orte der Lebensreformbewegung.
Otto Buchinger starb 1966 im Alter von 88 Jahren. Die Privatkliniken in Bad Pyrmont und in Überlingen werden bis heute, mittlerweile in der vierten Generation, weitergeführt.

## Ehrungen
- 1953: Bundesverdienstkreuz (Steckkreuz)
- 1952: Bislang letzter Ehrenbürger der Stadt Bad Pyrmont

## Nachfahren
- Die Autorin Alexa Waschkau ist eine Urenkelin Buchingers
- Der Enkel Raimund Wilhelmi mit seiner Ehefrau Françoise Wilhelmi de Toledo[8]

## Veröffentlichungen (Auswahl)
- Paasche-Buch. Werther 1922 (2. Auflage) [über Hans Paasche]
- Otto Buchinger: Das Heilfasten und seine Hilfsmethoden als biologischer Weg. 26. Auflage. Georg Thieme, 2017, ISBN 978-3-13-242011-3 (Originaltitel: Das Heilfasten. 1935.).
- „Reinhard Strecker und ich.“ In: Reinhard Strecker, dem Kämpfer gegen die Rauschgifte, dem Förderer des Erziehungswesens. dem Mittler zum Auslande, dem Philosophen des deutschen Waldes, gewidmet von seinen Freunden. Privatdruck ohne Ort, 24. Mai 1947
- Gesund werden – gesund bleiben durch die Heilfastenkur (1952)
- Vom Marinearzt zum Fastenarzt. Metamorphosen eines Wandernden (1955)